# Рокаранијери (Ријети)
Рокаранијери је насеље у Италији у округу Ријети, региону Лацио.
Према процени из 2011. у насељу је живело 181 становника. Насеље се налази на надморској висини од 700 м.